# Vivek Oberoi

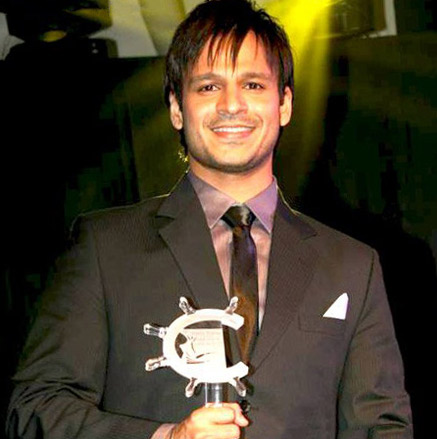
Vivek Oberoi

Vivek Oberoi (Hindi: विवेक ओबेरॉय, Vivek Oberoy; auch Viveik Oberoi; * 3. September 1976 in Hyderabad, Andhra Pradesh) ist ein indischer Schauspieler und Sohn von Suresh Oberoi.

## Biografie
Vivek Oberoi besuchte das Mayo College in Ajmer. Als er in London an einem Schauspielkurs teilnahm, erkannte der Direktor der NYU sein Talent und nahm in mit nach New York City, wo Vivek seinen Master im Fach Film/Schauspielerei machte.
Er war mit der Schauspielerin Aishwarya Rai zusammen.
Als Oberoi für seine erste Rolle in Company – Das Gesetz der Macht vorsprach, wurde er von Ram Gopal Varma abgelehnt, da er für die Rolle eines Gangster zu „weich“ wirke. Um Varma von sich zu überzeugen, zog sich Vivek für 10 Tage zurück, um an sich zu arbeiten. Der Film wurde von der Kritik gefeiert und Oberoi erhielt zwei Filmfare Awards. Seine nächsten Filme waren die Actionstreifen Road und Dum. Der Romantikfilm Saathiya – Sehnsucht nach dir brachte ihm wieder Preise.

## Auszeichnungen
- 2003
  - Filmfare Award
    - bestes Debüt – Company – Das Gesetz der Macht
    - bester Nebendarsteller – Company – Das Gesetz der Macht

  - Star Screen Award
    - Most Promising Newcomer – Male, Company – Das Gesetz der Macht

  - Zee Cine Award
    - Best Male Debut – Company – Das Gesetz der Macht
    - Best Actor in a Supporting Role – Male, Company – Das Gesetz der Macht

## Filmografie
- 2002: Company – Das Gesetz der Macht
- 2002: Road
- 2002: Saathiya – Sehnsucht nach dir
- 2003: Darna Mana Hai
- 2003: Dum
- 2004: Und unsere Träume werden wahr (Kyun! Ho Gaya Na...)
- 2004: Masti – Seitensprünge lohnen nicht!
- 2004: Yuva
- 2005: Kaal – Das Geheimnis des Dschungels
- 2005: Kisna – Im Feuer der Liebe
- 2005: Deewane Huye Paagal
- 2006: Home Delivery: Aapko Kar Tak
- 2006: Naksha
- 2006: Omkara
- 2006: Paani
- 2006: Pyare Mohan
- 2007: Shootout at Lokhandwala
- 2007: Fool N Final
- 2008: Mission Istaanbul
- 2009: Kurbaan
- 2009: Luck by Chance – Liebe, Glück und andere Zufälle (Gastauftritt)
- 2010: Prince
- 2010: Rakht Charitra I
- 2010: Rakht Charitra II
- 2012: Kismet Love Paisa Dilli
- 2013: Jayanta -- Ein Verbrecher auf Liebeskurs (Jayanta Bhai Ki Luv Story)
- 2013: Krrish 3

1995 mujhe dosti karogi hai